# 후암로
후암로(Huam-ro)는 서울특별시 용산구 후암동에서 중구 남대문로5가까지 이르는 서울특별시도로, 총 연장은 1.7 km이다. 후암로는 행정구역 명칭인 후암동에서 유래되었다.

## 역사
- 2010년 4월 22일 : 도로명으로 후암로를 고시

## 주요 경유지
- 용산구
  - 후암동 - 동자동
- 중구
  - 남대문로5가

## 접촉하는 도로
- 한강대로 (서울특별시도 제21호선)
- 두텁바위로 (서울특별시도 제2205호선)

## 철도 연계역
- ● 수도권 전철 1호선 : 서울역
- ● 수도권 전철 4호선 : 서울역
- ● 수도권 전철 경의·중앙선 : 서울역
- ● 인천국제공항철도 : 서울역

## 주요 건물 및 시설
- 후암119안전센터 (후암로 34/후암동 244-54)
- SC제일은행 후암동지점 (후암로 46/후암동 244-4)
- 브라운스톤남산아파트 (후암로 65/후암동 458)
- LG서울역빌딩 (후암로 98/남대문로5가 631)
- 게이트웨이타워 (후암로 107/동자동 12)
- 서울 시티타워 (후암로 110/남대문로5가 581)